# Дейдвуд

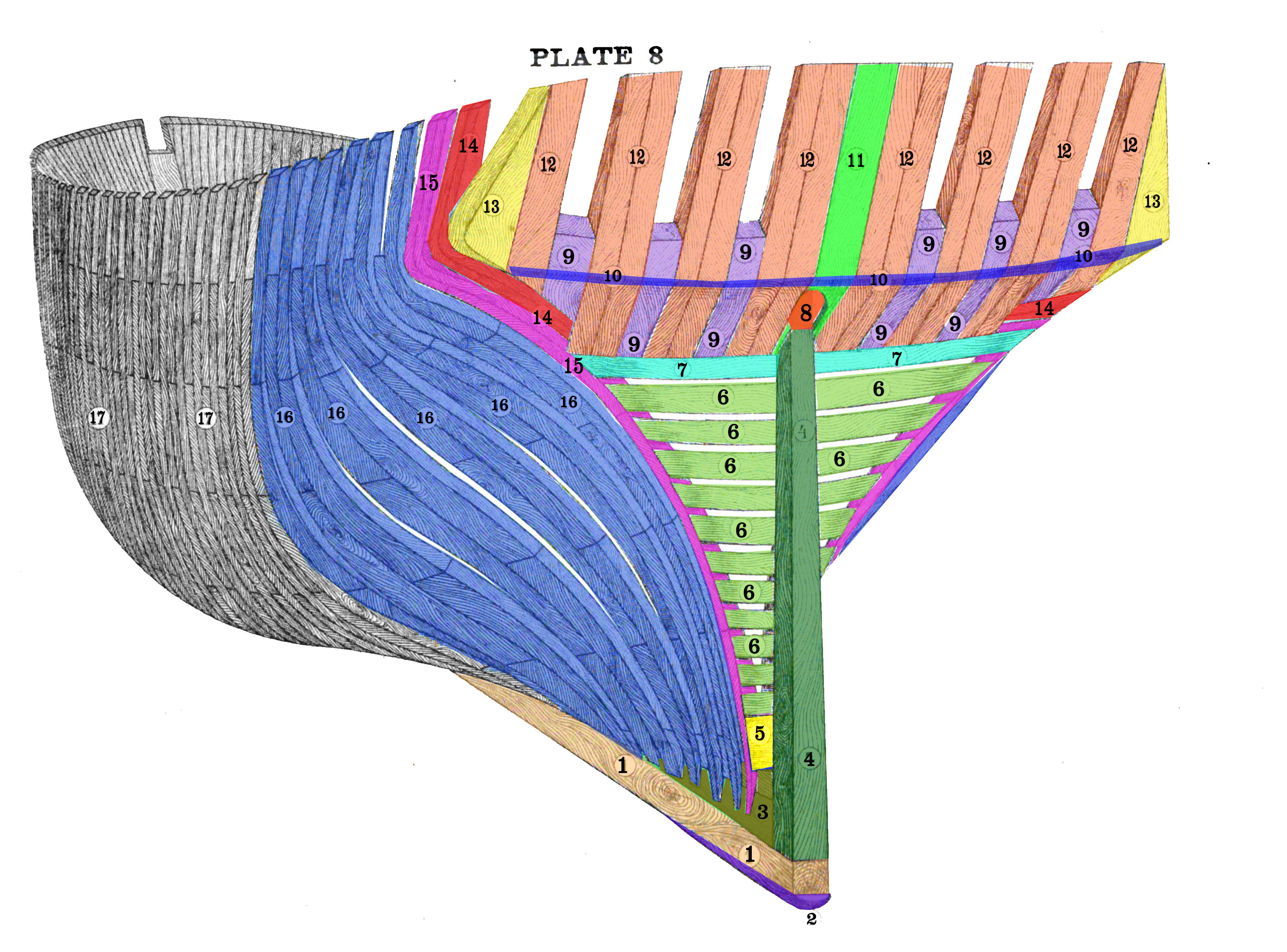
Дейдвуд на схемі кормового набору судна (під цифрою 3)

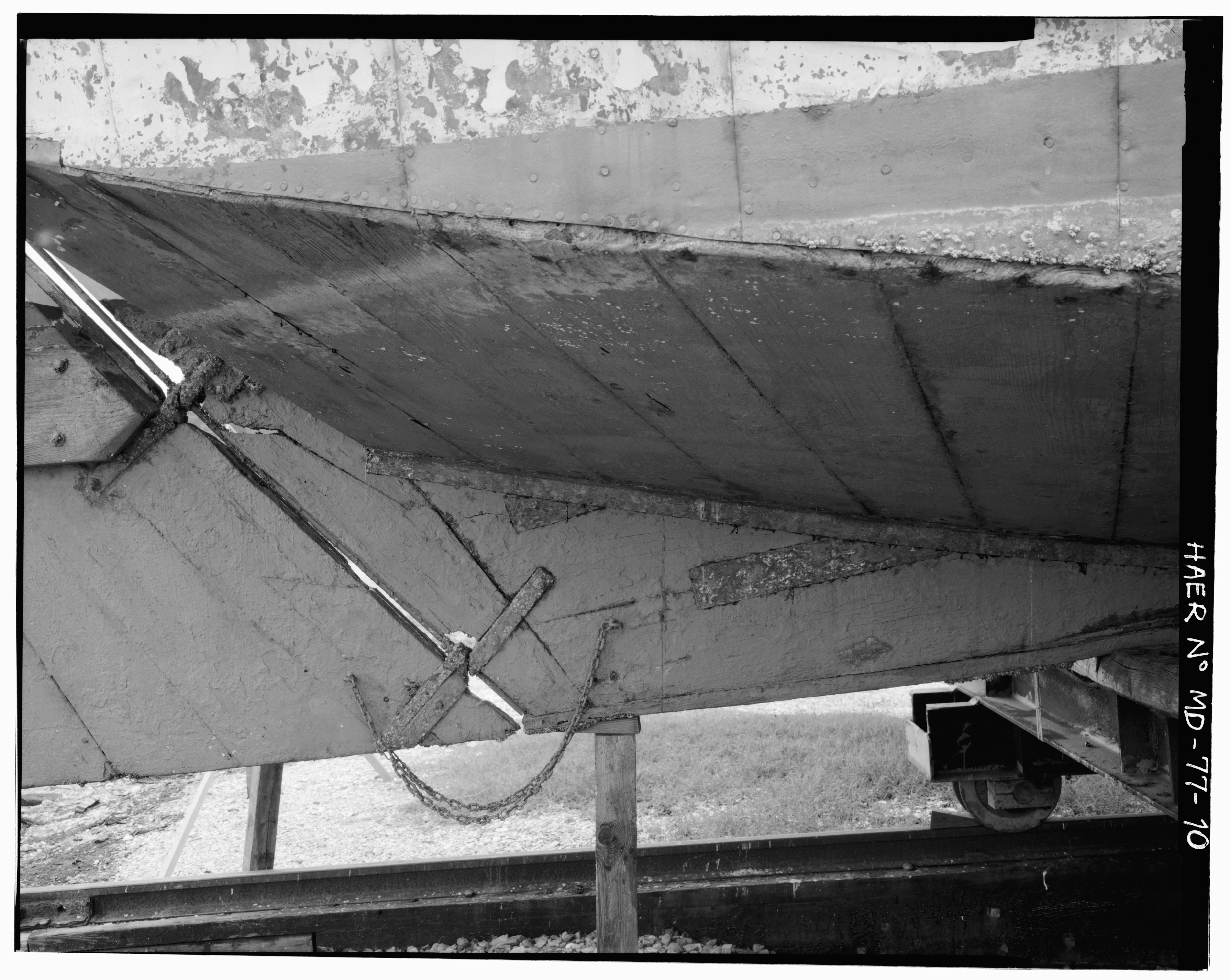
Вигляд кормової частини з правого борту. Ліворуч ахтерштевень і стерно, угорі дейдвуд.

Де́йдвуд (від англ. deadwood — «мертве дерево») — найнижча частина кормового чи носового кінця судна. У суден, побудованих з металу, існує лише кормовий дейдвуд — він розташовується між кілем і ахтерштевнем, у ньому влаштовуються виходи (сальники) середніх гребних валів назовні. Якщо форма ахтерштевня така, що кільова його частина зрізана під кутом до ватерлінії, то такий дейдвуд називають зрізаним кормовим. У дерев'яних суден існують два дейдвуди: вузький простір у носовій частині, забраний брусами, утворює носовий дейдвуд, а той же простір у кормовій частині утворює кормовий дейдвуд.